# SM i innebandy för damer
| Nr | Lag                   | SM-Guld | År                                       |
| -- | --------------------- | ------- | ---------------------------------------- |
| 1  | Iksu                  | 7       | 2005, 2006, 2008, 2012, 2017, 2018, 2020 |
| 2  | Balrog IK             | 5       | 2000, 2001, 2002, 2003, 2009             |
| 3  | Team Thorengruppen SK | 5       | 2021, 2022, 2023, 2024, 2025             |
| 4  | VK Rasket             | 4       | 1989, 1990, 1992, 1993                   |
| 5  | IBK Lockerud          | 4       | 1987, 1988, 1991, 1995                   |
| 6  | Högdalens AIS         | 4       | 1996, 1997, 1998, 1999                   |
| 7  | Rönnby IBK            | 3       | 2007, 2010, 2013                         |
| 8  | Västanfors IF         | 2       | 1983, 1985                               |
| 9  | Djurgårdens IF        | 2       | 2011, 2014                               |
| 10 | Fagersta IF           | 1       | 1984                                     |
| 11 | Kristinebergs AIS     | 1       | 1986                                     |
| 12 | Sjöstads IF           | 1       | 1994                                     |
| 13 | Örnsköldsviks SK      | 1       | 2004                                     |
| 14 | KAIS Mora IF          | 1       | 2015                                     |
| 15 | Pixbo Wallenstam IBK  | 1       | 2016                                     |
| 16 | Täby FC               | 1       | 2019                                     |

SM i innebandy för damer avgörs genom en grundserie, Svenska Superligan, och sedan SM-slutspel. Laget som vinner slutspelet blir svenska mästare i innebandy. Svenska mästare har korats sedan 1983.

## Svenska mästare genom åren
| - 1983 – Västanfors IF - 1984 – Fagersta IF - 1985 – Västanfors IF - 1986 – Kristinebergs AIS - 1987 – IBK Lockerud - 1988 – IBK Lockerud - 1989 – VK Rasket - 1990 – VK Rasket - 1991 – IBK Lockerud - 1992 – VK Rasket - 1993 – VK Rasket - 1994 – Sjöstads IF - 1995 – IBK Lockerud - 1996 – Hagsätra IBK/Högdalens AIS (sammanslagen klubb) - 1997 – Högdalens AIS - 1998 – Högdalens AIS - 1999 – Högdalens AIS - 2000 – Balrog IK - 2001 – Balrog IK | - 2002 – Balrog IK - 2003 – Balrog IK - 2004 – Örnsköldsviks SK - 2005 – Iksu - 2006 – Iksu - 2007 – Rönnby IBK - 2008 – Iksu - 2009 – Balrog IK - 2010 – Rönnby IBK - 2011 – Djurgårdens IF - 2012 – Iksu - 2013 – Rönnby IBK - 2014 – Djurgårdens IF - 2015 – KAIS Mora IF - 2016 – Pixbo Wallenstam IBK - 2017 – Iksu - 2018 – Iksu - 2019 – Täby FC - 2020 – Iksu* - 2021 – Team Thorengruppen SK - 2022 – Team Thorengruppen SK - 2023 – Team Thorengruppen SK - 2024 – Team Thorengruppen SK - 2025 – Team Thorengruppen SK |

* På grund av utbrottet av coronaviruset (COVIID-19) i världen valde svenska innebandyförbundet att avsluta säsongen utan något slutspel och istället tilldela grundserievinnaren  Iksu SM-guldet. 